# São José (Santa Catarina)
São José é um município localizado no estado de Santa Catarina, na região Sul do Brasil. Sua população, de acordo com o Censo do IBGE de 2022, é de 270 299 habitantes. É a quarta maior cidade de Santa Catarina e a 104ª do Brasil. Faz parte da Grande Florianópolis, com sua área urbana conurbada com as cidades vizinhas de Florianópolis, Biguaçu e Palhoça, formando assim, a maior concentração urbana de Santa Catarina.
A cidade, colonizada principalmente por açorianos, é povoada desde o século XVIII e teve diversas fases na sua história, tendo sido por décadas um importante entreposto comercial, recebido os primeiros colonos alemães de Santa Catarina e atingido um status de eixo comercial e cultural. Uma fase de decadência se seguiu entre os anos 1930 e 1960, quando o município virou uma cidade dormitório de Florianópolis, que compartilha sua única fronteira terrestre com São José. Essa situação mudou nos últimos anos, e apesar da capital ainda influenciar o município vizinho, seus bairros principais hoje são tão relevantes quanto os de Florianópolis, a economia é uma das maiores do estado, tendo o 5º PIB de Santa Catarina, foi uma das 20 cidades que mais geraram emprego no Brasil no ano de 2019 e a qualidade de vida tem índices elevados para os padrões brasileiros.
A economia josefense hoje é bastante diversa, sendo hoje baseada na comércio e serviços, além da indústria, que é praticamente inexistente na capital catarinense e acaba sendo suprida por São José e as outras cidades da região. A cidade se destaca na indústria tecnológica, de alimentos, metalmecânica e na construção civil, sendo uma das dez cidades mais verticalizadas proporcionalmente do Brasil.
A região mais urbanizada fica em volta da BR-101, tendo bairros recentes e verticais como o Kobrasol e grandes loteamentos urbanos. Também passam pela cidade a BR-282 e o Contorno Viário da Grande Florianópolis. A parte a oeste ainda possui morros com vegetação abundante e áreas rurais. No sul fica o Aeroclube de Santa Catarina. São José ainda sedia campi do Instituto Federal de Santa Catarina (IFSC), da Universidade do Vale do Itajaí (Univali) e da Universidade Estácio de Sá.

## História

### Carijós
Até a chegada dos colonizadores, no século XVI, todo o atual litoral do estado de Santa Catarina era habitado por índios guaranis chamados pelos europeus de carijós. 
Um sítio arqueológico na Ilha da Casca, próxima a foz do rio Maruim, comprova a presença dos carijós em São José, que devem ter aproveitado as vantagens geográficas da região para sua subsistência. Eram um povo receptivo aos estrangeiros, o que não impediu seu desaparecimento - foram escravizados pelos habitantes do Desterro e, no século XVII, já eram raros.

### Ocupação da terra e colonização açoriana
O controle efetivo da região Sul do Brasil, palco de conflitos fronteiriços entre espanhóis e portugueses, e a necessidade de mais matérias-primas e produtos para a venda tornava necessária a ocupação do território por parte dos lusitanos. Moradores dos Açores, tendo problemas no arquipélago com a superpopulação, terremotos e epidemias, sugeriram a mudança para a então América Portuguesa.
O Brigadeiro José da Silva Paes, nomeado o primeiro presidente da província de Santa Catarina, pediu logo que chegou a Ilha de Santa Catarina em 1739 que viessem os açorianos para ocupar a região, pois a ocupação ainda era precária - haviam apenas três núcleos de povoação: São Francisco do Sul, Nossa Senhora do Desterro e Santo Antonio dos Anjos da Laguna - o que deixaria a terra propensa a invasões, e para aumentar a mão-de-obra e o plantio.
As primeiras levas iniciaram em 1748. Em 1750 chegaram à capitania do Desterro 182 casais açorianos que, no dia 26 de outubro de 1750, fundaram o povoado de São José da Terra Firme, o quatro mais antigo de Santa Catarina. No fim do mesmo ano, a população chegou a 338 pessoas. Em 1755 já existia uma pequena capela e um vigário, José Antônio da Silveira. O título de freguesia chegou seis anos após a fundação do povoado, em 1756. O povoamento do território, partindo do povoado original, seguiu pelo litoral e pelo vale do rio Maruim.
O território de São José ia de Lages ao Estreito. Com o passar dos anos, O vice-rei Luís de Vasconcelos e Sousa ordenou, em 1787, que o governador da província na época, José Pereira Pinto, convocasse o alferes Antônio José da Costa, para fazer o reconhecimento da terra, o que levou ao estabelecimento de um caminho ligando as duas cidades e, por consequência, a Serra Catarinense ao litoral. 
Isso torna São José um entreposto comercial com os anos, visto que Lages passou a ser parte do Caminho dos Tropeiros, além da atividade portuária que envolvia a ligação com Desterro. Em 1797 já havia uma população de 2079 pessoas, entre pessoas livres e escravizadas, e povoações agrícolas indo de Barreiros a Ponta de Baixo.

### Período imperial
O século XIX trouxe diversas mudanças políticas e econômicas no mundo e também na freguesia. A abertura dos portos, resultado das Guerras Napoleônicas e do fim do Pacto Colonial, permite que a cidade seja visitada por estrangeiros a partir de 1808. Após a Independência do Brasil em 1822, uma nova leva de ocupação da terra começa em 1829, com a chegada dos primeiros imigrantes alemães. As 146 famílias com 523 indivíduos vindos principalmente de Bremen, no norte da atual Alemanha, criam a colônia de São Pedro de Alcântara, que é a primeira colônia alemã de Santa Catarina.
Em 1 de março de 1833 São José passou de freguesia a vila, formada por duas freguesias, São José e Enseada do Brito, hoje parte da Palhoça. O limite norte, com Biguaçu - a época, São Miguel - no rio Carolina, permanece o mesmo até hoje. Em 1844, São Pedro de Alcântara também se torna uma freguesia. Os alemães encontraram dificuldades na adaptação por lá, tendo se espalhado pelo território josefense e vizinhanças, tanto na agricultura quanto no comércio, com destaque para a Praia Comprida.
Durante a Guerra dos Farrapos as forças imperiais buscavam impedir os avanços dos gaúchos em Santa Catarina, estando presentes em São José e Desterro. O tenente-coronel Joaquim Xavier Neves, morador de São José e considerado amigo de David Canabarro, foi eleito em Laguna presidente da efêmera República Juliana em 1839. Porém, ele nunca pode sequer deixar a cidade, que estava sob o controle do Império. A guerra não chegou a ameaçar a cidade após a vitória imperial sobre os farroupilhas no Morro dos Cavalos, perto do rio Maciambu.
São José recebeu a visita do Imperador Dom Pedro II e Imperatriz Teresa Cristina em 1845. Joaquim Xavier Neves comandou um grupo de homens que construiu pontes até as águas termais de Caldas do Cubatão, que passou a se chamar Caldas da Imperatriz após a visita, e teve sua casa, o Solar dos Neves, convertido em Paço Imperial. O casal imperial fez doações em dinheiro para a Igreja Matriz e assistiu a uma corrida de cavalos e laçamento de bois em Campinas, evento esse que atraiu moradores da serra catarinense e gaúchos para a cidade e é considerado o primeiro rodeio organizado da história do país.
Em 4 de maio de 1856, São José foi declarada cidade. Feliciano Nunes Pires foi nomeado presidente da província. Outras freguesias foram criadas e passaram a ser divisões de São José, mesmo antes dela se tornar cidade: Garopaba em 1846, Santo Amaro do Cubatão em 1854 e Palhoça, antes uma terra comunal de Desterro, passa a fazer parte de São José oficialmente em 1852 e se torna freguesia em 1882. Em 1886, Águas Mornas se torna freguesia também. 
O período imperial foi bastante benéfico para São José, que dispunha de um grande território, exportava café, tapioca, açúcar, lenha, farinha de mandioca, cachaça e algodão, além de produtos de linho e da pesca, tinha um comércio ativo e era um entreposto comercial, com as duas rotas de tropas de bois que desciam da Serra Catarinense para a capital - a que ia por Angelina, margeando o rio Maruim, e a que ia por Rancho Queimado, chegando ao litoral pela atual Santo Amaro da Imperatriz - ficando nas terras josefenses. A atividade oleira também se torna bastante comum. No período imperial, São José era um eixo comercial e cultural em Santa Catarina, a ponto do primeiro teatro do estado e o terceiro do Brasil, o Teatro Adolpho Mello, ter sido fundado na cidade em 1854. A cidade tinha 20.602 pessoas em 1866.

### Do fim do Império aos anos 1940
Em 1894, acontece a emancipação da Palhoça, a primeira grande perda de território de São José. Essa emancipação foi também uma represália do governador de Santa Catarina devido ao apoio de lideranças josefenses aos revoltosos na Revolta da Armada de 1893, que pretendia restaurar a monarquia, derrubada em 1889. A nova cidade ficou com mais da metade do território josefense na época. Nesse mesmo ano, surge a freguesia de Angelina após a divisão da freguesia de São Pedro de Alcântara.
Em 1910, foi criada a Usina de Geração de Energia Gustavo Richard, na região do Salto do Maruim, localidade na época habitada principalmente por alemães. Essa usina hidrelétrica começou a ser construida em 1907 e foi a principal fonte de eletricidade para São José, Biguaçu e Florianópolis por décadas. Desativada em 1972, foi tombada como patrimônio em 2005 e foi restaurada e reaberta em 2024. Em 1941, é instalado na mesma região o Hospital Colônia Santana, voltado a psiquiatria, que acaba renomeando a localidade: o bairro Colônia Santana, formado no entorno do hospital, se torna o único bairro interiorano com características urbanas por muito tempo. O hospital manteve as atividades até 1995, e sua estrutura deu lugar ao atual Instituto de Psiquiatria de Santa Catarina, criado no ano seguinte.
Até a década de 1930, São José permanece com bastante relevância, entretanto, vários fatores começam a iniciar uma dramática decadência: as atividades comerciais da região do Vale do Itajaí começam a superar em importância as de Florianópolis e São José, o rodoviarismo iniciado pela inauguração da Ponte Hercílio Luz diminui a importância da posição geográfica portuária e de entreposto comercial com a capital, e finalmente, a perda de território para Florianópolis em 1944, quando o Distrito de João Pessoa, a atual parte continental de Florianópolis, passa a fazer parte do cidade vizinha. Com isso, a cidade perdeu um dos seus principais portos e uma parte da sua relevância. Rancho Queimado, até então parte da Palhoça, foi anexado a São José como compensação.

### Crescimento populacional e urbano
A decadência josefense fez com que a cidade se colocasse como cidade dormitório de Florianópolis. Combinado a isso, migrações do campo para a cidade, em especial do Oeste Catarinense, e de outros estados como o Rio Grande do Sul fizeram com que a população da cidade começasse a crescer a partir dos anos 1950. O avanço urbano leva a criação do distrito de Barreiros em 1959 e formação de conjuntos habitacionais e loteamentos públicos e privados. A expansão é aumentada pela construção da BR-101 e o desenvolvimento de Florianópolis, que cresce com as instalações da Universidade Federal de Santa Catarina e da Eletrosul e gera demanda habitacional. Há ainda uma mudança territorial, com a emancipação de Angelina e Rancho Queimado em 1961 e 1962, respectivamente.
Além de Barreiros, as regiões de Campinas - chamada assim por ser uma região de pastagem até então - e Picadas, ocupada por fazendas há séculos, são loteadas desde então. Os Conjunto Habitacionais Bela Vista começam a ser construidos nas margens da BR-101 na década de 1960, se transformando oficialmente no atual bairro Bela Vista em 1973. Na região de Picadas no Norte, onde já haviam sido construídos loteamentos menores, o Conjunto Habitacional Forquilhinhas é entregue em 1977, renomeando o bairro com seu nome. Ambos são de iniciativa pública. A iniciativa privada, por sua vez, cria loteamentos como o Kobrasol em 1977, criado em Campinas na área onde havia o Aeroclube, mudado para a área do Sertão do Maruim onde permanece até hoje, e se tornando um bairro posteriormente. Nos anos 1980 surgem outros loteamentos no entorno dos primeiros, formando e consolidando bairros como Ipiranga, Serraria e Flor de Nápolis. Os bairros do interior também são ocupados, regularmente ou não, a medida que as terras mais próximas a BR-101 vão acabando.
Instalada em terras que antes pertenciam a Max Habitzel - outra parte delas se torna a Fazenda Santo Antônio - foi também criada o Distrito Industrial entre 1973 e 1974. A cidade passa de 31 mil habitantes nos anos 1960 para 87 mil nos anos 1980, passando dos 100 mil habitantes até o final da década.

### Anos recentes
São José acabou estabelecendo núcleos urbanos que diminuem um pouco a dependência de Florianópolis e afastando a cidade do estereótipo da cidade dormitório. As posições geográficas de Barreiros, do distrito de Campinas e de Forquilhinha os tornam centralidades locais, com variedade de serviços e comércio. A instalação do Distrito Industrial e de outros equipamentos urbanos como o Centro de Abastecimento de Alimentos (CEASA) em Barreiros ainda nos anos 1970, o Hospital Regional de São José Doutor Homero de Miranda Gomes na Praia Comprida e o primeiro shopping center de Santa Catarina, o Shopping Itaguaçu, nos anos 1980, demonstram como a cidade deixou a decadência para trás e voltou a se desenvolver num novo cenário econômico e social. Em 1991, a população chegou a 139.493 habitantes e continuou em crescimento.
Uma última mudança territorial acontece quando São Pedro de Alcântara se torna município em 1995. Mais uma vez São José perdeu cerca da metade do território até então e a maior parte da sua região rural. Os anos 1990 trazem mais avanço urbano, aumento de comunidades carentes de infraestrutura e a resolução de disputas territoriais com a Palhoça, onde o Morro da Pedra Branca passa ser oficialmente parte de São José. Uma nova expansão viária começa no fim dos anos 1990 e início dos anos 2000, com uma gestão municipal que investiu agressivamente em infraestrutura, em especial no asfaltamento e abertura de novas avenidas como a Avenida das Torres e a Beira-Mar de São José, feita sobre um aterro, que gerou polêmicas quanto a questões de patrimônio e meio ambiente, mas serviu para recuperar a orla do distrito de Campinas. Essa gestão acabou catapultando o prefeito josefense Dário Berger a prefeitura de Florianópolis nos anos seguintes e ao Senado na sequência.
O Censo de 2010 contabilizou que a cidade passou dos 200 mil habitantes, e a estimativa mais recente do IBGE, de 2024, coloca a população em mais de 289 mil habitantes. Projeções indicam que a cidade pode chegar aos 300 mil ainda nesta década. Apesar de manter seu índices de desenvolvimento urbano e econômicos em alta, a cidade sofre com problemas urbanos, como de drenagem, com algumas partes da cidade sofrendo alagamentos, e mobilidade, com congestionamentos e sistema de transporte deficiente. São planejadas novas vias para estruturar melhor a cidade, como a Avenida Beira-Rio, cujo primeiro trecho está em construção nas margens do Rio Forquilhas, e a Beira-mar de Barreiros, no litoral norte. Em 2024, o Contorno Viário da Grande Florianópolis, arco viário que passa no interior do município, passou a ajudar a diminuir o tráfego na BR-101, rodovia que está saturada pelo trânsito urbano e tem acidentes frequentes. Além do Contorno Viário, em 2024 também foi promulgado o novo Plano Diretor, que passou por anos de discussões e planejamento e substitui o antigo, que datava de 1987, trazendo diversas atualizações como regulamentações sobre preservação de áreas de preservação ambiental, incentivo à mobilidade urbana alternativa e possibilidade de aumento da verticalização para até 25 andares.

## Geografia

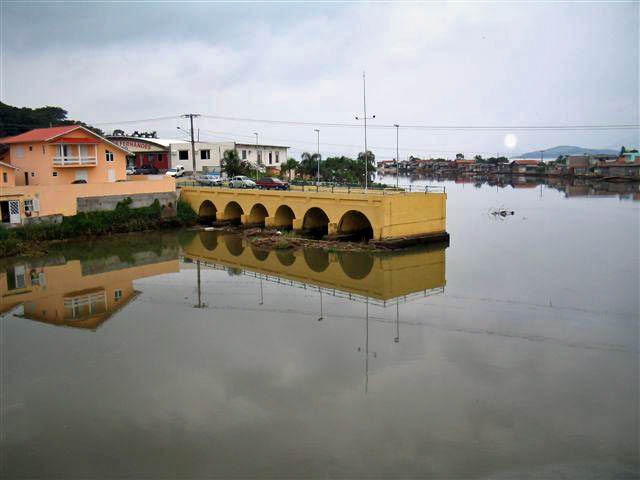
As ruínas da antiga ponte sobre o rio Maruim no bairro Ponta de Baixo. O rio divide a cidade do município da Palhoça.

### Limites
O limite municipal norte, com Biguaçu, é marcada pelo rio Carolina ou Serraria na parte mais litorânea, continuando pelo interior no maciço do Morro Biguaçu. No sul, a limite é com a Palhoça. Parte dela também é feita por um rio, o Maruim. 
Há dois pequenos limites no oeste com Antônio Carlos no noroeste e com Santo Amaro da Imperatriz no sudoeste. A maior parte da linha de limite no oeste, entre morros, é com o município de São Pedro de Alcântara. 
Ao leste, São José faz o único limite terrestre de Florianópolis com outra cidade. Em seus trecho finais, os rios Büchler, em Barreiros; e Araújo, em Campinas, servem de divisa física com a capital catarinense. Na atualidade, a conurbação torna a divisão entre Florianópolis, São José, Biguaçu e Palhoça quase imperceptíveis em alguns pontos.

### Subdivisões
São José é formado por 30 bairros, 28 urbanos e 2 rurais, divididos em três distritos: o atual Distrito Sede, São José, antes chamado distrito de Campinas, o distrito de Barreiros e o distrito do Centro Histórico de São José - que era o antigo Distrito Sede. 

Enquanto o distrito de São José tem apenas dois bairros, os verticalizados Campinas e Kobrasol, o distrito do Centro Histórico de São José compreende a maior parte do território e tem os dois únicos bairros rurais, Alto Forquilhas e Pagará, e o Distrito Industrial, que apesar do nome, é um bairro. Já o distrito de Barreiros é a parte nordeste da cidade. Algumas localidades são por vezes chamadas bairros, porém não o são, como é o caso do Loteamento Dona Adélia (parte de Areias), Benjamin (parte de Forquilhinha), e do Lisboa (parte de Forquilhas).

### Clima e relevo
O clima de São José é subtropical, com estações bem definidas.
O relevo possui poucas variações, com algumas colinas, como o Morro da Coruja na Praia Comprida, o Morro do Avaí no Bairro São Luiz, o Morro Forquilhas em Forquilhas e o Morro da Pedra Branca entre a Colônia Santana e o Sertão do Maruim. Alguns rios pequenos cortam o município: o Rio Forquilhas, no Centro-Oeste, Maruim, no Sul, Büchler e Araujo, no leste, e Três Henriques e Carolina, no norte.
O litoral josefense é banhado pelas duas baías que separam a cidade da Ilha de Santa Catarina: a Baía Norte, que banha o distrito de Barreiros e na qual desaguam os rios Três Henriques, Buchler e Carolina, e a Baía Sul, onde desaguam os rios Maruim e Araújo. O trecho da Baía Sul entre o bairro florianopolitano do Abraão e a Ponta de Baixo acaba formando uma enseada conhecida como Baía de São José, onde foi construído o aterro da Beira-Mar de São José entre a Praia Comprida e Campinas. Um aterro similar na Baía Norte, ligando a Beira-mar Continental de Florianópolis a BR-101 e a foz do rio Três Henriques, está em planejamento e é chamado de Beira-mar de Barreiros.

## Demografia
Com 270.299 habitantes segundo o Censo 2022, São José é o quarto município mais populoso do estado, atrás de Joinville, Florianópolis e Blumenau. A cidade pertence à mais populosa região metropolitana de Santa Catarina, com cerca de 1,049 milhão de moradores.
Em 2010, a densidade populacional foi contabilizada em 1.388,17 habitantes por km², com 101.392 habitantes sendo homens e 108.412 habitantes sendo mulheres. Ainda segundo o mesmo censo, 108.412 habitantes moravam na área urbana, e 2.496 moravam na zona rural. Além disso, Florianópolis e São José estão entre as dez cidades mais verticalizadas do Brasil - são a 8ª e a 10ª, respectivamente, com São José tendo uma taxa de verticalização de 34%. 129.549 moradores são eleitores.
O Índice de Desenvolvimento Humano Municipal (IDH-M) de São José (ano 2000), considerado "elevado" pelo Programa das Nações Unidas para o Desenvolvimento (PNUD), é de 0.849, estando entre as 50 primeiras cidades do ranking. Considerando apenas a educação o índice é de 0.925 (muito elevado), enquanto o do Brasil é 0,849 - a população alfabetizada é de 189.183 pessoas. O índice da longevidade é de 0.839 (o brasileiro é 0,638); e o de renda é de 0.784 (o do país é 0,723). A renda per capita é de 20.786,92 reais.

Em 2010 a maioria da população era de ascendência açoriana, mas existiam também os descendentes de alemães, poloneses e espanhóis.[carece de fontes?] 176.987 se declararam brancos, 20.820 pardos e 10.782 negros.

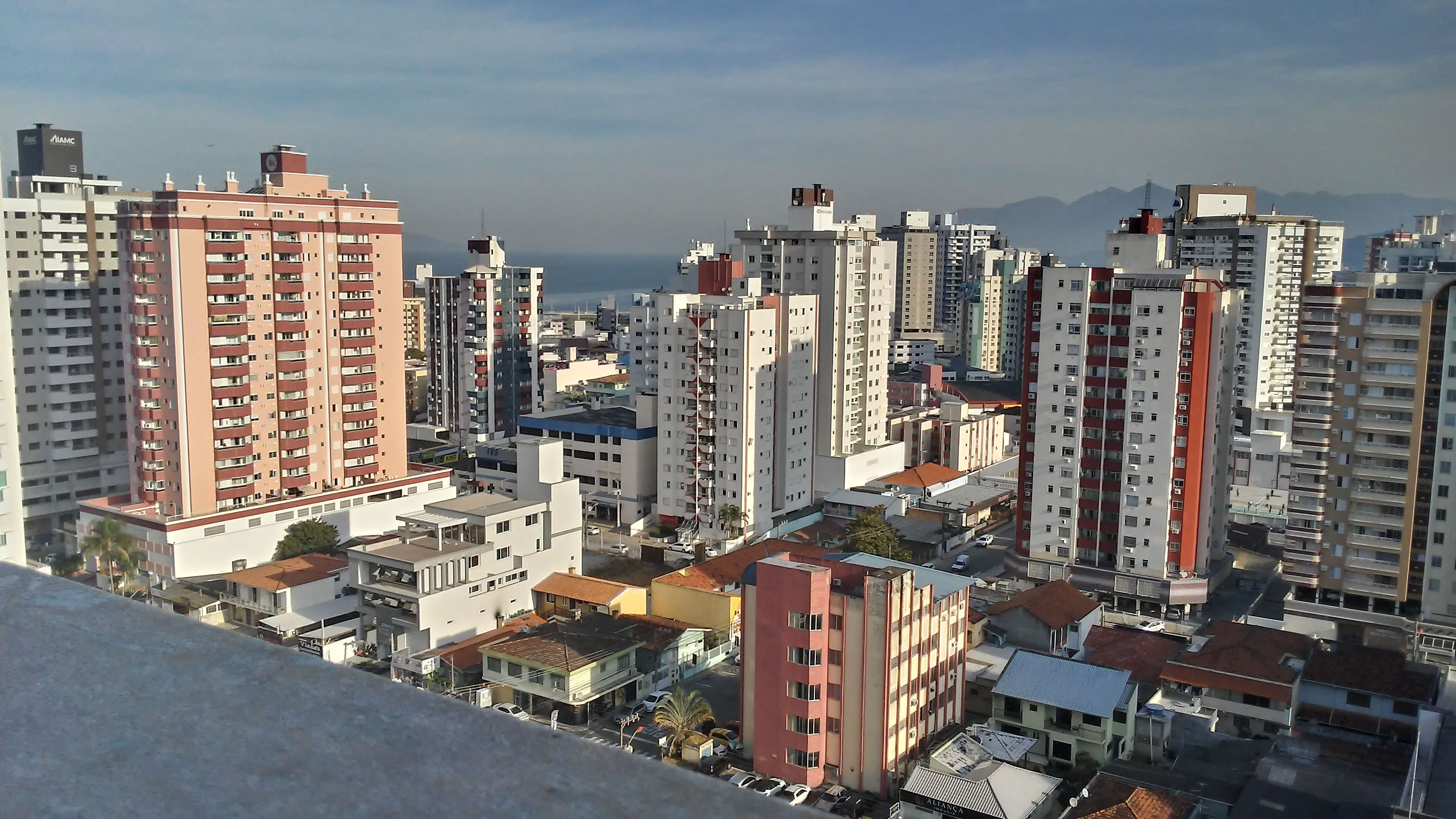
Os bairros Kobrasol e Campinas são os mais verticalizados da cidade.

| Bairro                                    | População (Censo 2022) |
| ----------------------------------------- | ---------------------- |
| Forquilhas (Leste e Oeste)                | 30.318                 |
| Serraria                                  | 30.170                 |
| Barreiros                                 | 24.432                 |
| Areias                                    | 18.949                 |
| Campinas                                  | 17.714                 |
| Forquilhinha (ou Forquilhinhas)           | 15.941                 |
| Ipiranga                                  | 15.123                 |
| Kobrasol                                  | 13.331                 |
| Bela Vista                                | 10.472                 |
| Nossa Senhora do Rosário                  | 8.739                  |
| Sertão do Maruim                          | 8.726                  |
| Potecas                                   | 8.016                  |
| Fazenda Santo Antônio (ou Fazenda do Max) | 7.631                  |
| Real Parque                               | 7.561                  |
| Jardim Cidade de Florianópolis            | 7.440                  |
| Roçado                                    | 6.056                  |
| Praia Comprida                            | 5.043                  |
| Centro (ou Centro Histórico)              | 4.337                  |
| Picadas do Sul                            | 4.113                  |
| Flor de Nápolis                           | 3.887                  |
| Colônia Santana                           | 3.505                  |
| São Luiz                                  | 2.040                  |
| Ponta de Baixo                            | 2.019                  |
| Pedregal                                  | 1.380                  |
| Bosque das Mansões                        | 932                    |
| Jardim Santiago                           | 771                    |
| Distrito Industrial                       | 149                    |

## Política

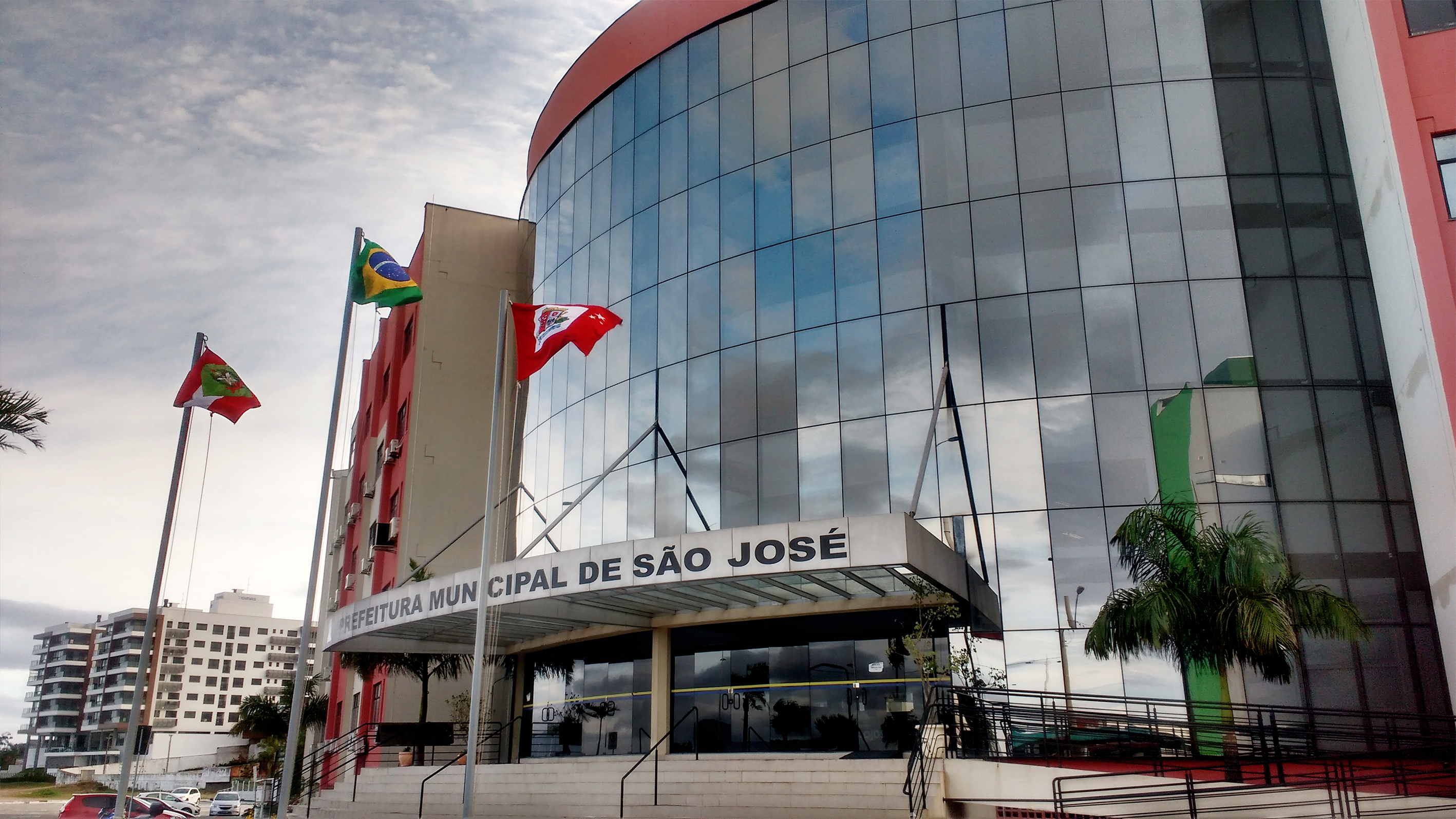
Prédio da Prefeitura, na Praia Comprida.

Em São José, o poder executivo é representado pelo prefeito e gabinete de secretários, em conformidade ao modelo proposto pela Constituição Federal. A sede atual da prefeitura fica na Praia Comprida. A cidade faz parte da Associação dos Municípios da Grande Florianópolis (Granfpolis).
O poder legislativo é constituído pela câmara municipal, composta por 19 vereadores eleitos para mandatos de quatro anos. Cabe aos vereadores elaborar e votar leis fundamentais à administração e ao executivo. Como o prefeito possui poder de veto assegurado, o processo de votação das leis que se lhe opõe costuma gerar conflitos entre executivo e legislativo. A Câmara Municipal fica no Centro Histórico, de frente a Praça Central.

## Economia

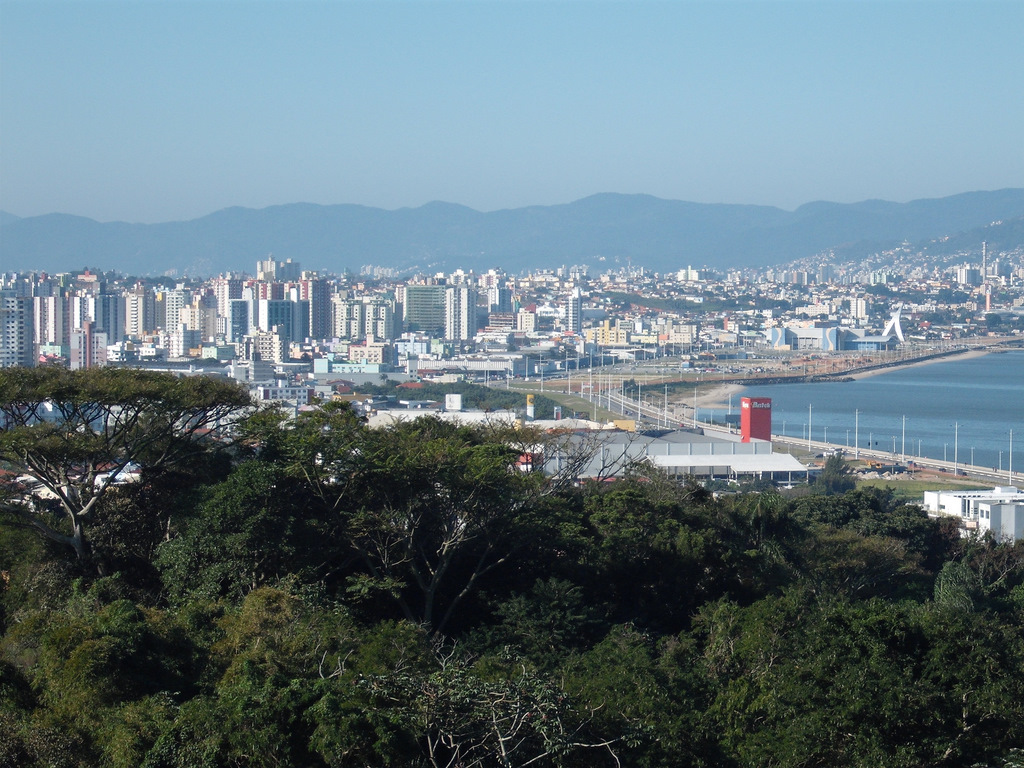
Panorâmica de São José, com o bairro Praia Comprida no primeiro plano e os prédios do Kobrasol e de Campinas. No fundo, a Ilha de Santa Catarina.

A economia josefense é bem diversificada, hoje estruturada no comércio e serviços, além da indústria. A cidade se destaca na indústria tecnológica, de alimentos, metalmecânica e na construção civil, sendo uma das cidades mais verticalizadas proporcionalmente do Brasil.
A cidade está no 5º lugar no ranking da economia dos municípios catarinenses, graças principalmente ao Distrito Industrial no sul da cidade, com um grande número de empreendimentos. Há também outras indústrias em outros pontos, principalmente em torno da BR-101, SC-281 e Avenida das Torres, e áreas industriais menores em Forquilhas e no Sertão do Maruim.
O comércio de São José é bastante diversificado, concentra-se principalmente em bairros como Campinas, Kobrasol, Barreiros e Forquilhinha, outras regiões da cidade também tem o seu comercio em expansão é o caso dos bairros Bela Vista, Ipiranga, Areias, Praia Comprida, Lisboa e fazenda Santo Antonio. A cidade possui alguns centros comerciais, entre eles o, Shopping Itaguaçu, que possui o titulo de mais antigo shopping center de Santa Catarina, e o Continente Shopping, considerado o maior shopping de Santa Catarina.

## Cultura
A cultura josefense tem relação com suas fases de ocupação e os povos que o formaram. Ainda há grande presença das culturas açoriana e alemã nas empresas e nomes de ruas e comércios. A tradição pesqueira portuguesa resiste até hoje. Povos africanos e de outros estados, como os gaúchos, também trouxeram seus costumes e ajudaram a formar a cultura josefense.
Na arquitetura histórica, o complexo arquitetônico do Centro com casarios de origem luso-brasileira dos séculos XVIII, XIX e XX são o maior destaque, com a Igreja Matriz, o Teatro Adolpho Mello, o mais antigo de Santa Catarina, o Beco da Carioca, a Casa da Cultura, a Biblioteca Municipal e a Fundação Municipal de Cultura e Turismo, a Casa da Municipalidade e o Museu Histórico, sediado no Solar Ferreira de Mello. 
Outros pontos históricos são a Igreja de Nossa Senhora de Fátima e Santa Filomena, na Praia Comprida, e a Usina Gustavo Richard, entre o Sertão do Maruim e a Colônia Santana, a segunda usina hidrelétrica mais antiga de Santa Catarina, que foi recentemente restaurada e reaberta.
São José ainda abriga a única escola de oleiros da América Latina, a Escola de Oleiros Joaquim Antônio de Medeiros, um resquício de quando essa atividade tinha grande importância na cidade, e também um dos primeiros jardins botânicos de Santa Catarina, o Jardim Botânico de São José Max Hablitzel em Potecas.

### Feriado
A data de criação da cidade - a chegada dos açorianos - foi estabelecida por lei como sendo no dia 19 de março de 1750. Na realidade, a chegada dos açorianos se deu em outubro de 1750, mas a lei foi feita para coincidir a data tradicional de comemoração do aniversário da cidade, que é o dia do padroeiro, São José. Assim, esse dia é considerado o aniversário do município, sendo o único feriado relacionado a cidade.

### Festas e eventos

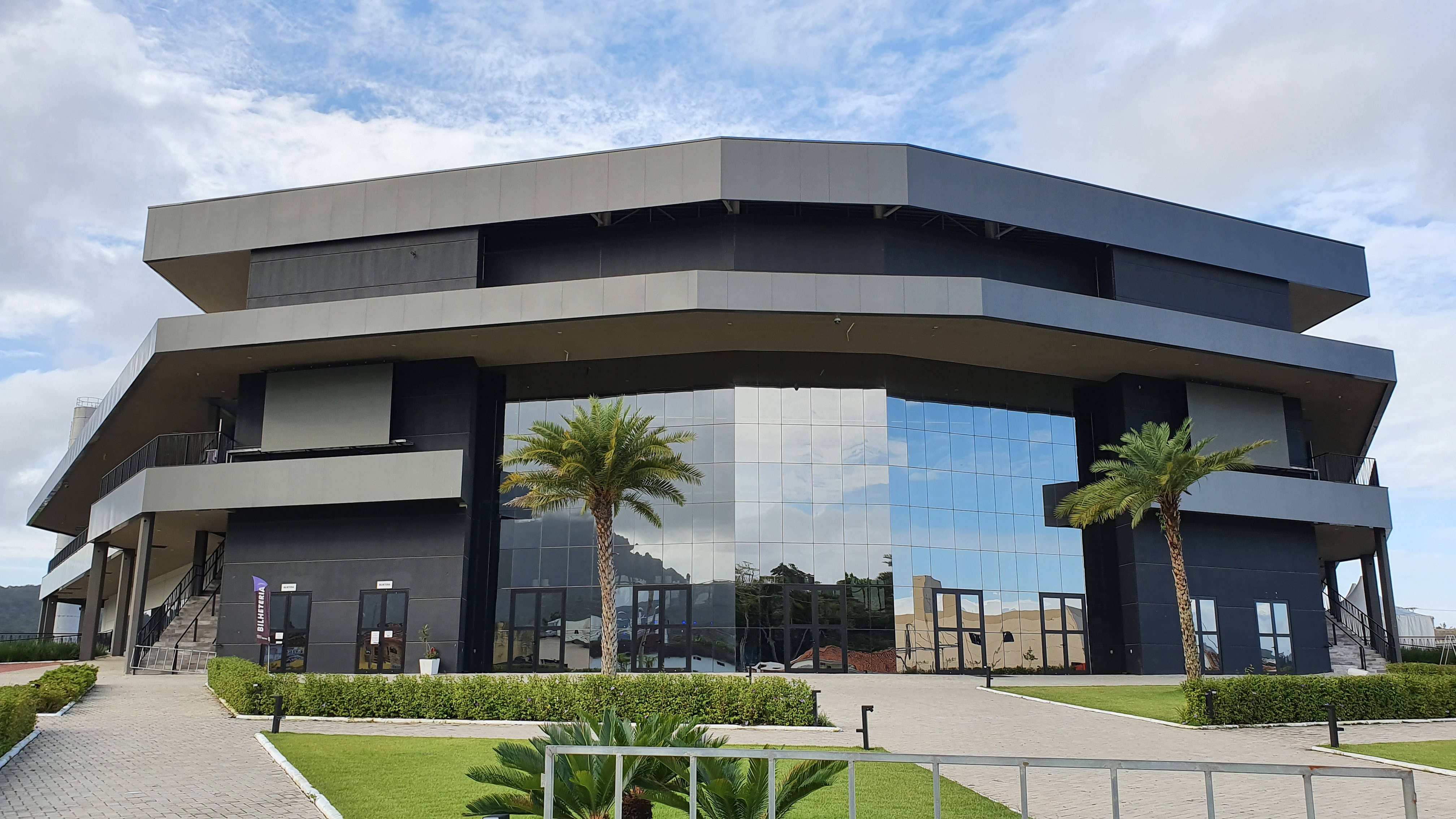
Arena Opus, no Sertão do Maruim.

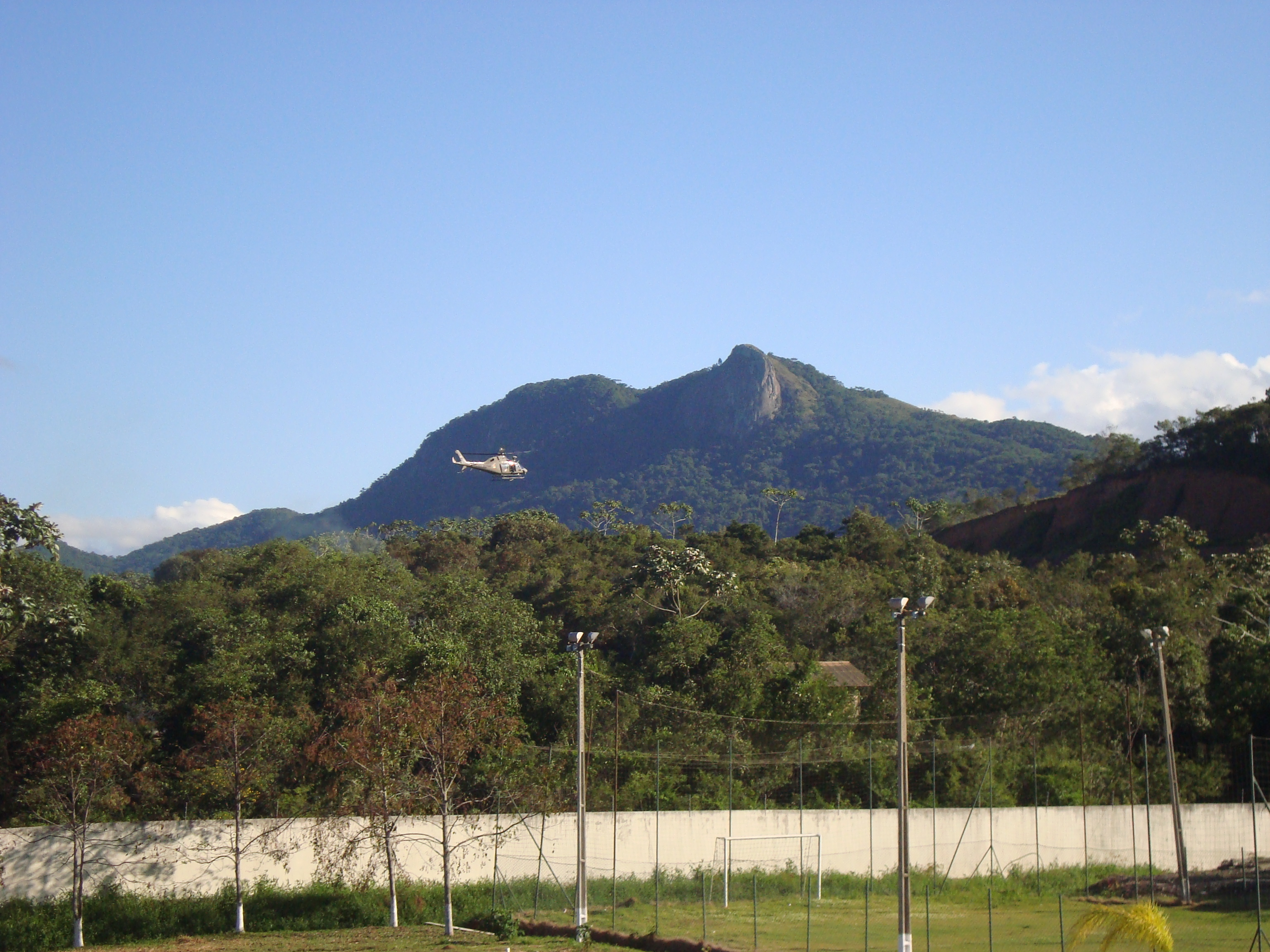
O Morro da Pedra Branca, o ponto mais alto de São José, é bastante usado por praticantes de trilhas.

Na atualidade, dois grandes espaços para eventos se destacam: o Centro Multiuso de São José, equipamento público localizado na Beira-mar de São José, e a Arena Opus, no Sertão do Maruim. A Beira-mar de São José também recebe eventos com frequência.
Em março, o aniversário da cidade costuma ser comemorado com um circuito de eventos, muitas vezes com shows. 
Durante a década de 2000, foram feitas por alguns anos uma festa de valorização da cultura açoriana, a Açorfesta, que tinha como objetivo se tornar a festa de outubro do município, a exemplo de outras cidades catarinenses que tem as suas, como a Oktoberfest de Blumenau ou a Marejada de Itajaí.
Anualmente, também é realizada a Festa do Divino de São José, no Centro. Ela faz parte do circuito de Festas do Divino da Grande Florianópolis e acontece durante o outono. Outra tradição religiosa é a Procissão Nosso Senhor dos Passos, que também acontece no Centro e é patrimônio imaterial da cidade a exemplo da sua equivalente florianopolitana. O Centro também recebe a Feira da Freguesia no segundo domingo de cada mês, sendo uma iniciativa da prefeitura para retomada da vocação turística do bairro histórico.
O CTG Os Praianos, um dos maiores de Santa Catarina, realiza periodicamente rodeios nacionais e internacionais, com grandes shows. Há também blocos e escolas de samba na cidade, como a GRCES Jardim das Palmeiras, que desfila em Florianópolis - no passado, São José já realizou desfiles na cidade com os blocos e escolas locais durante o carnaval, e alguns blocos seguem fazendo o carnaval na cidade.

### Esporte
São José tem tido destaque em diversos esportes, como o atletismo, o ciclismo, o triatlo e o futebol americano - com a equipe do São José Istepôs, que joga suas partidas no campo do Forquilhão. São realizados na cidade eventos como a meia-maratona e diversos eventos de motocross aconteceram no antigo Motódromo Marronzinho, em Potecas.
Uma equipe de futebol masculino foi fundada na cidade em 2020, o Atlético Catarinense. Enquanto estava em São José, o time venceu a terceira divisão catarinense de 2020 e chegou a jogar a primeira divisão do Campeonato Catarinense em 2023. Após isso, o time se transferiu para Criciúma. No passado, a cidade também teve equipes de futebol feminino - o Scorpions - e de vôlei masculino - Intelbras/São José e Unisul - além de ter recebido partidas da Superliga Masculina e das Copa Brasil Feminina e Masculina no Centro Multiuso.
O Morro da Pedra Branca, localizado no oeste da cidade, na divisa com a Palhoça, é famoso pelas trilhas e pela vista, além de sua forma característica ser vista de boa parte da Grande Florianópolis.

## Saúde
Há um hospital público de grande porte, o Hospital Regional de São José, mantido pelo governo do estado de Santa Catarina, e um grande hospital particular, o Hospital Unimed. Ambos atendem toda a Grande Florianópolis, e o Regional conta com o Instituto de Cardiologia de Santa Catarina em anexo. Um complexo hospitalar estadual deve ser instalado com uma reforma e ampliação do Hospital Regional e do Instituto de Cardiologia, e outra unidade, municipal, deve ser criada no Sertão do Maruim, onde ficava um campus da Univali.
Além dos hospital, também existem várias Unidades Básicas de Saúde espalhados pelos bairros e três policlínicas, em Campinas, Barreiros e Forquilhinha, esta última com Unidade de Pronto Atendimento 24 horas, além de várias unidades particulares.
Na Colônia Santana esta localizado o Instituto de Psiquiatria de Santa Catarina, sucessor do Hospital Colônia Sant’Ana, instituição que funcionou até 1996 e era destinado a segregação de pacientes com doenças mentais. Com os avanços nos estudos psiquiátricos, o Hospital foi substituído pelo Instituto, que dá um tratamento mais moderno aos pacientes, sendo referência na área.

## Transportes

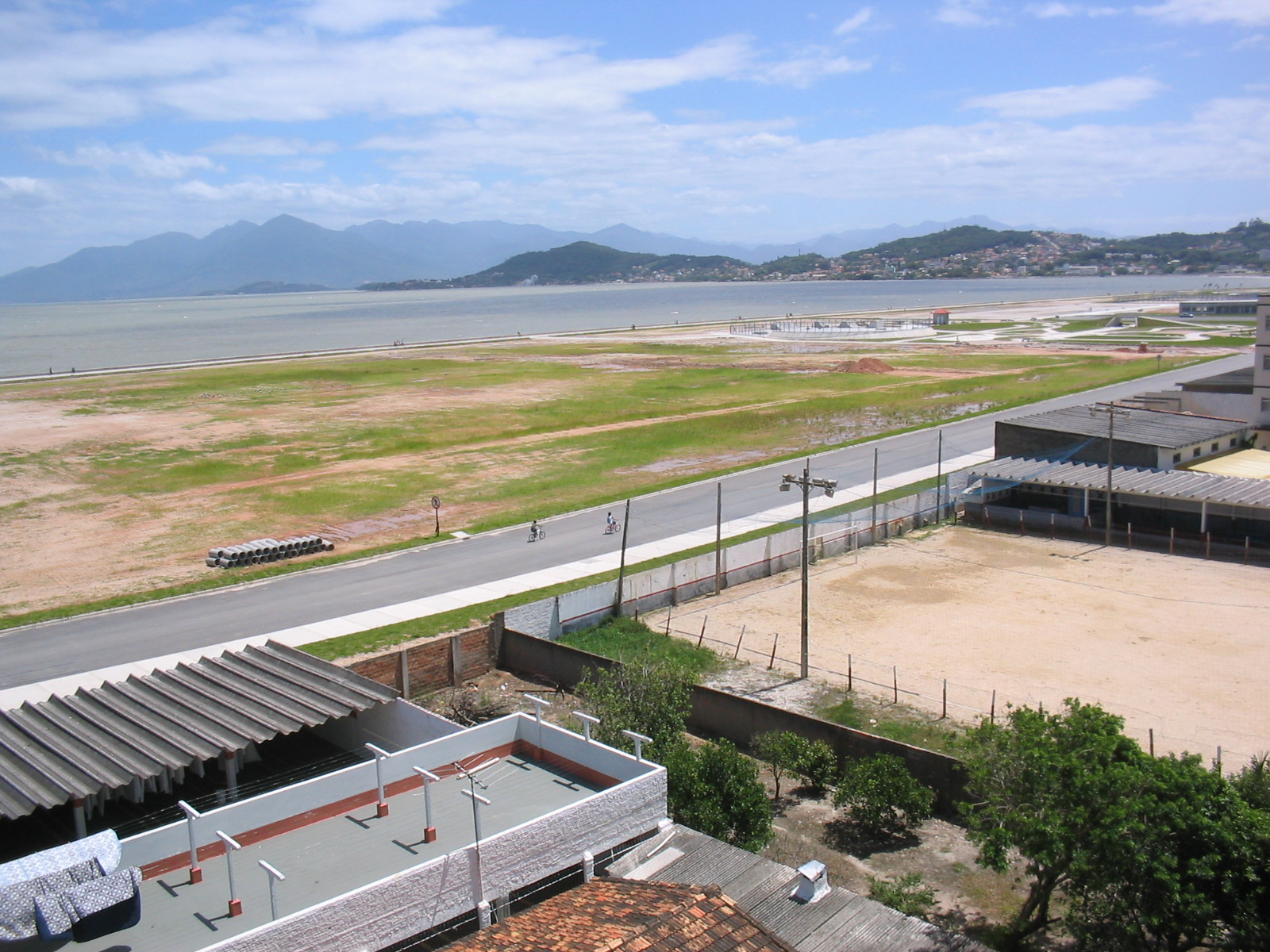
A Avenida Acioni Souza Filho, a Beira-Mar de São José, e seu aterro, construído no início dos anos 2000.

São José é cortada pela BR-101 de norte a sul em sua faixa leste, na área mais urbanizada da cidade. A rodovia se tornou parte da malha urbana, perdendo sua característica de via rápida. O trânsito intenso da região metropolitana e a passagem de grandes veículos como  caminhões pelo meio da cidade torna o trecho josefense o mais perigoso entre todas as rodovias federais do Brasil. Para tentar desviar parte do tráfego, foi criado o Contorno Viário de Florianópolis, que passa na faixa mais a oeste, entre os bairros Forquilhas, Sertão do Maruim e Colônia Santana.
Também passa pela cidade a BR-282, que atravessa o estado e que liga o litoral ao oeste. O trecho de São José é parcialmente sobreposto a BR-101, se separando na ligação entre São José e Florianópolis, onde passa a ser a Via Expressa, principal acesso rodoviário a capital do estado. A SC-281 é a única rodovia estadual em São José: ela começa no sul do município e liga a cidade a São Pedro de Alcântara e Angelina, além de fazer a única ligação rodoviária da cidade com o Contorno Viário.
A cidade sofre com congestionamentos crônicos em vários pontos. A frota soma 112.522 veículos, segundo o Censo 2010. Embora tenha sido construída a Avenida Beira-Mar de São José sobre um aterro ela pouco aliviou o trânsito no sentido Florianópolis-bairros de São José. A Avenida Presidente Kennedy sofreu uma readequação para tentar atenuar o problema, com faixas exclusivas para ônibus por um tempo. 
Outras vias importantes são a Avenida Leoberto Leal, importante via de ligação com Florianópolis, no bairro Barreiros e a Avenida das Torres, que liga a Via Expressa ao limite com Biguaçu, pelo interior do município, passando por oito bairros, seguindo as linhas elétricas de alta tensão, suspensas por 18 torres cercadas pela via, que é a segunda via pública municipal mais extensa, com 5,7 km.
Transporte Coletivo
Assim como toda a Grande Florianópolis, São José é bastante dependente do sistema de ônibus. Quatro empresas operam na cidade. Todas elas também operam nos municípios vizinhos. Todas fazem parte do Metropolis, uma associação privada das empresas, com algumas já tendo integrado seus sistemas de bilhetagem eletrônica.
- A Jotur – Auto Ônibus e Turismo Josefense Ltda. atua a leste da BR-101 da Praia Comprida até a Palhoça.
- Rodoviária Santa Terezinha Agência de Viagens e Turismo Ltda. – RST atua a oeste da BR-101 nos bairros as margens da SC-281.
- Biguaçu Transportes Coletivos Administração e Participação Ltda. atua no Roçado e no distrito de Barreiros.
- Transporte Coletivo Estrela Ltda. atua a oeste da BR-101 (exceto Roçado e margens da SC-281) e no distrito de Campinas.

A cidade possui linhas interbairros e intermunicipais, principalmente no sentido bairros-centro de Florianópolis.

## Educação

### Infantil e fundamental

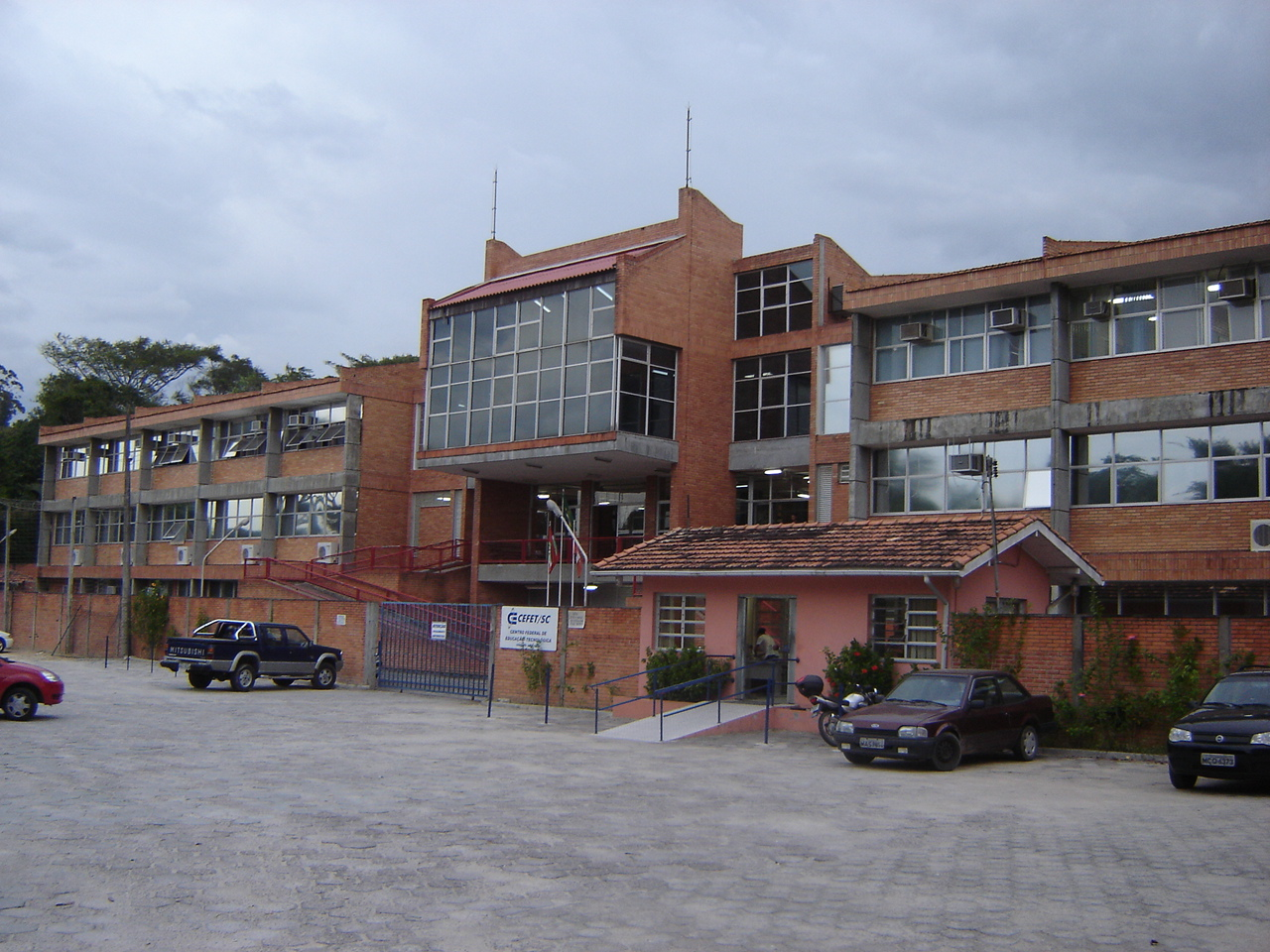
Campus São José do Instituto Federal de Santa Catarina.

A prefeitura mantém 23 centros educacionais municipais - os CEMs - e 36 centros de educação infantil - os CEIs. Há também um número considerável de escolas estaduais e particulares. São José ainda possui duas escolas ambientais - a Escola do Mar na Serraria e a Escola do Meio Ambiente, o "Horto Florestal", em Forquilhas.

### Técnica e superior
Existem várias instituições de ensino técnico e superior instaladas na cidade, destacando-se o Campus São José do Instituto Federal de Santa Catarina (IFSC) na Praia Comprida, um campus da Univali no Kobrasol, a Faculdade Estácio de Sá em Barreiros e a Faculdade de Tecnologia SENAI-SC na Área Industrial, além de uma unidade do Senac no Kobrasol e as escolas profissionais municipais espalhadas por oito bairros.
Outras instituições incluem a Escola Superior de Educação Corporativa (ESEC), Faculdade de Santa Catarina (FASC), Faculdade de Tecnologia Internacional (Fatec), Faculdade Internacional de Curitiba (Facinter), Faculdade União Bandeirante (Uniban), Instituto de Ensino Superior da Grande Florianópolis (IESGF), a Universidade do Contestado (UnC) e a Universidade Paulista (UNIP).

### USJ
Mantido pela Fundação Municipal Educacional de São José, o Centro Universitário Municipal de São José (USJ) foi a primeira universidade municipal pública do Brasil e oferecia quatro cursos de graduação: administração, ciências contábeis, ciência da religião e pedagogia; e um curso de pós-graduação lato sensu de gestão em defesa civil.
Criado em 2005, o centro universitário contava com um quadro discente de mais de 900 acadêmicos e com um corpo docente de 93 professores - dentre os quais 70% são doutores. O USJ foi a única instituição de ensino superior catarinense que conquistou nota máxima (5) no Índice Geral de Cursos (IGC) 2009, do Ministério da Educação (MEC), que avalia a qualidade dos cursos de graduação e de pós-graduação e cursos superiores de tecnologia. Entre 2021 e 2022, o USJ teve as atividades encerradas, com os alunos restantes sendo transferidos para outros instituições.

## Cidades-irmãs
- Córdoba, Argentina
- Burbank, Estados Unidos
- Ilha Terceira, Arquipélago dos Açores
- San José, Estados Unidos